# Os Azeitonas
Os Azeitonas (dt. etwa: Die Olivenband) sind eine Pop-Band aus Portugal.

## Geschichte
Die Band wurde 2002 im Großraum Porto gegründet.
Ihr 2012 veröffentlichtes Album Em Boa Companhia Eu Vou (dt. etwa: In guter Gesellschaft komme ich mit) erreichte Platz 2 der Verkaufscharts, während die Single Anda Comigo Ver Os Aviões (dt.: Komm mit die Flugzeuge sehen) bis auf Platz 1 stieg. Das Album war zuvor nur digital als Gratis-Download erhältlich und trug den Titel Salão America. Die Band ist vor allem für ihre Konzerte bekannt, die sie überall im Land zahlreich spielen. So wurde ihr Album 2012 ein Verkaufserfolg, trotz weiter kostenlosem Download auf ihrer Seite, da es als CD zusammen mit einer Live-DVD veröffentlicht wurde.
Rádio Comercial und die Bekleidungsmarke Fred Perry sind Sponsoren der Band.
2012 veröffentlichte Azeitonas-Mitglied Miguel Araújo ein Solo-Album. Mit dem akustisch bestimmten, an Liedermacher- und Pop-Tradition gleichzeitig anknüpfenden Album erreichte er die portugiesischen Top 10. Sein Hauptaugenmerk liegt jedoch nach eigener Aussage weiterhin auf seiner Arbeit mit den Azeitonas.

## Stil
Os Azeitonas entwickelten einen meist beschwingten Musikstil, bei dem akustische, unverzerrte Instrumente überwiegen und der Einflüsse verschiedener Stilrichtungen aufweist, von Country-Musik über portugiesischen Folk bis klassische Pop/Rock-Muster. Textlich spielen sie mit teils international üblichen Motiven der Popmusik, teils auch mit spezifisch portugiesischen Themen der dortigen Unterhaltungsmusiktradition, oft ironisch gebrochen. Sie stehen damit in einer Tradition mit zuletzt ebenfalls erfolgreichen Gruppen wie OqueStrada oder Deolinda.

## Diskografie
- 2005: Um Tanto Ou Quanto Atarantado
- 2007: Rádio Alegria
- 2012: Salão America (nur digital)
- 2012: Em Boa Companhia Eu Vou (CD + DVD)
- 2013: Az
- 2015: Serviço Ocasional – Os Azeitonas Ao Vivo No Coliseu Do Porto
- 2018: Banda Sonora